# Израильская кремниевая долина

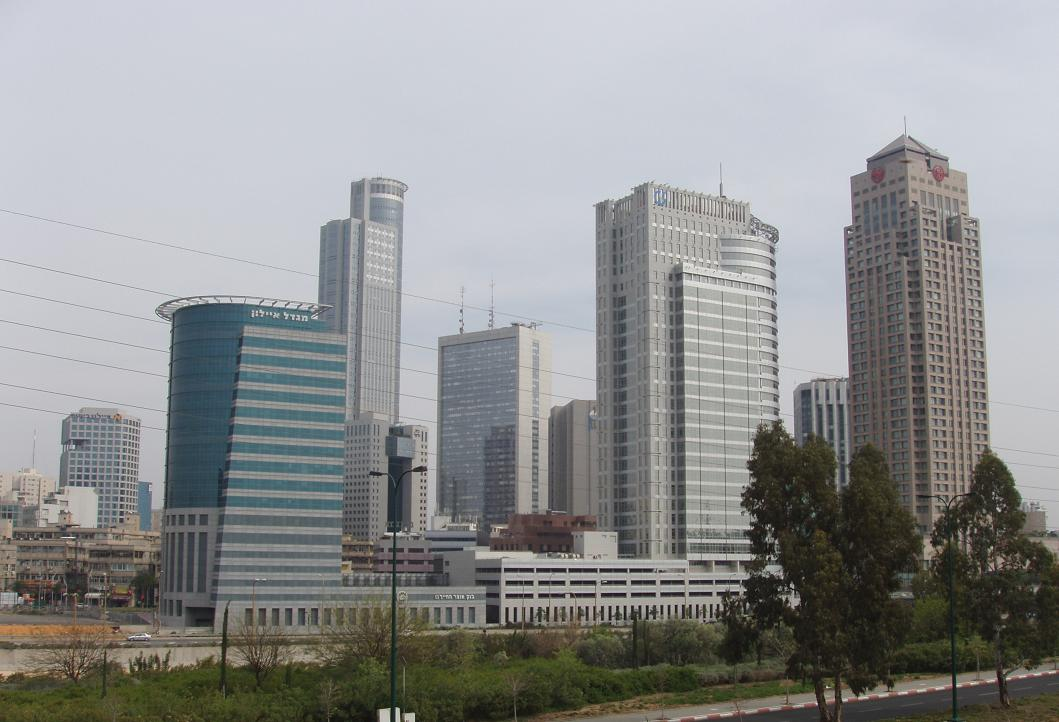
Район Алмазной биржи, Рамат-Ган

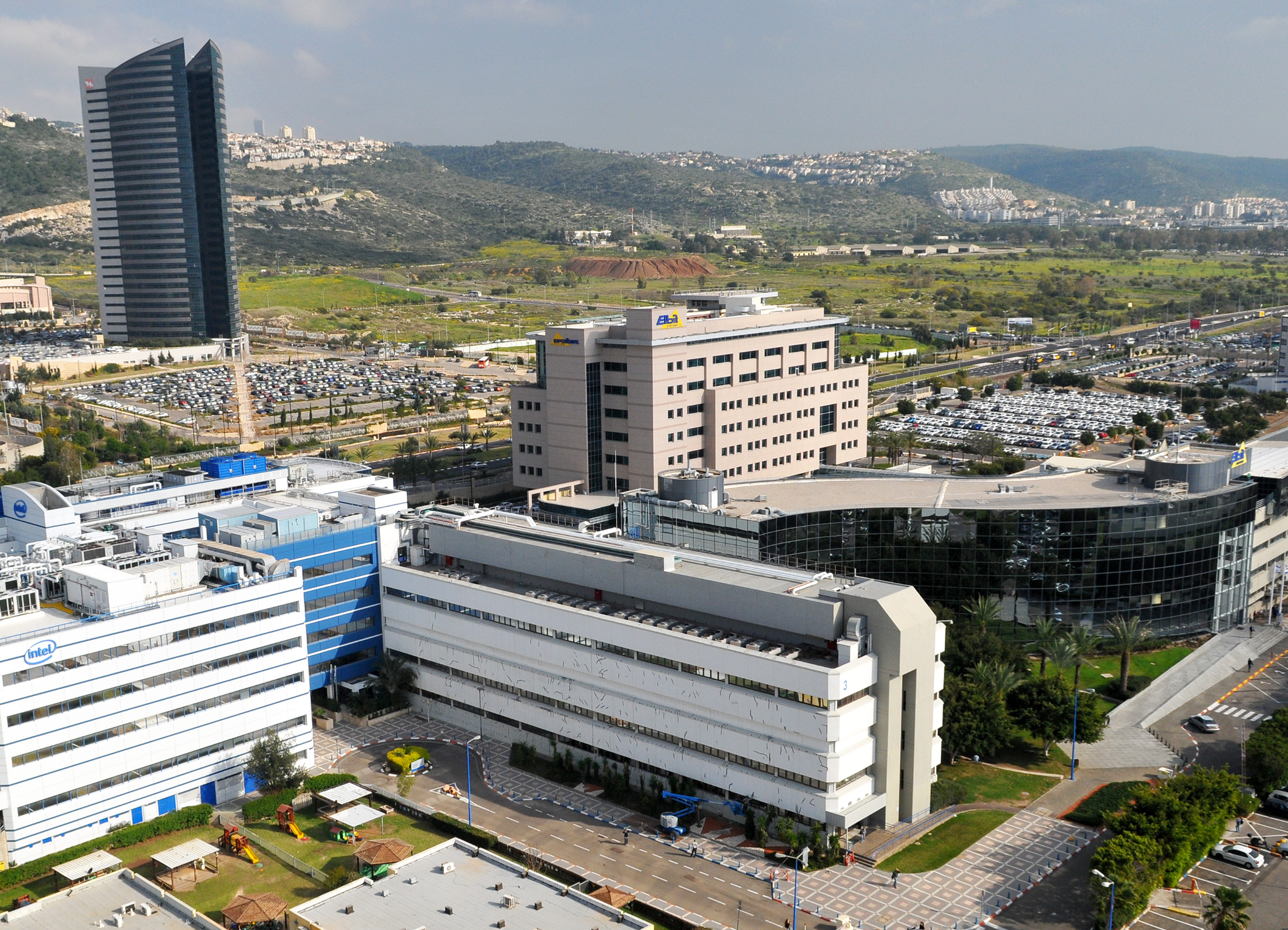
High-Tech парк «Matam» в Хайфе

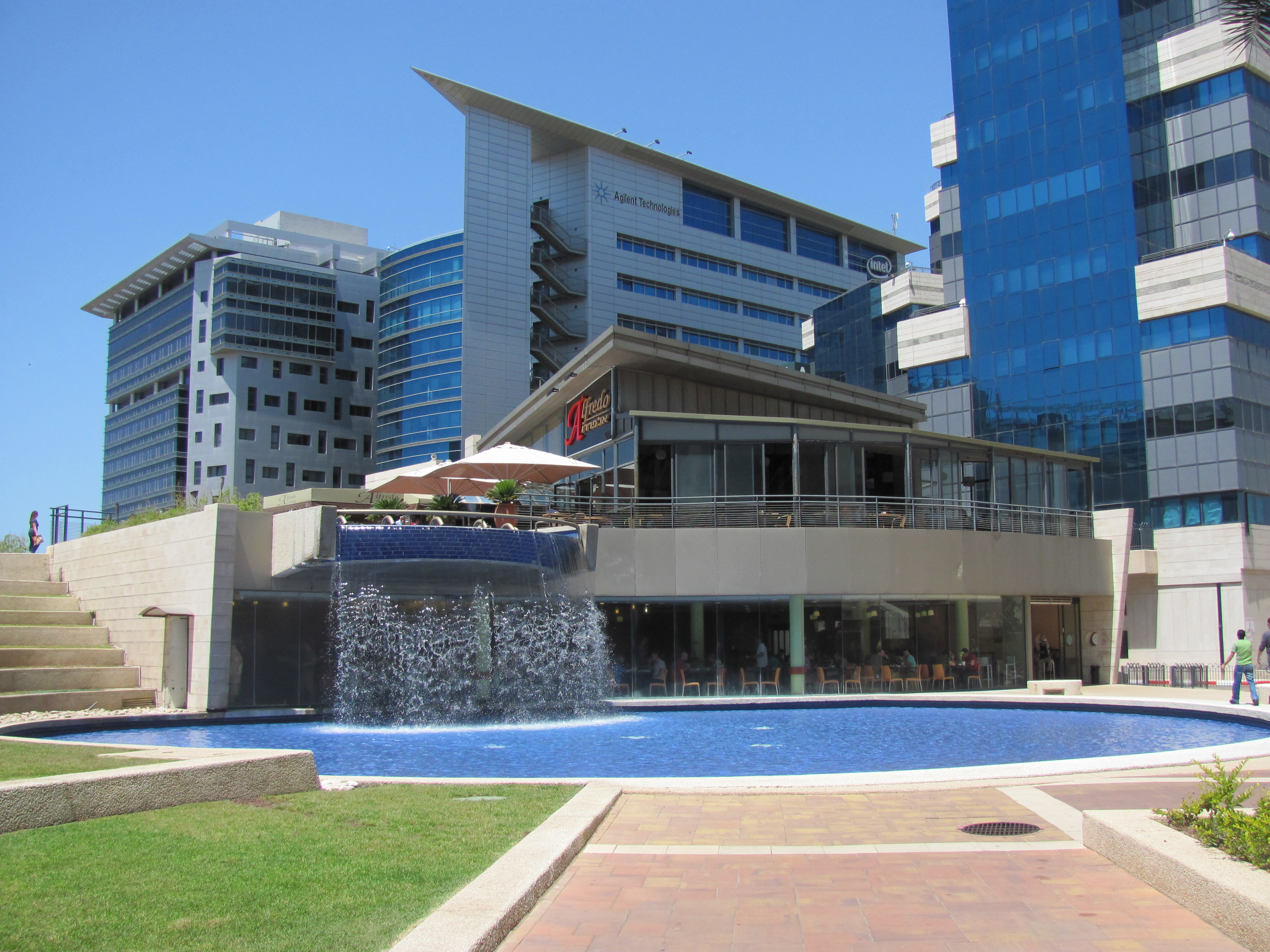
High-Tech парк «Azorim» в Петах-Тикве

Израильская кре́мниевая доли́на или Кре́мниевые ва́ди (англ. Silicon Wadi) — район с высокой концентрацией высокотехнологичных производств в прибрежной равнине Израиля, наподобие Кремниевой долины в США.
Израильская кремниевая долина по совокупности факторов уступает только аналогичной в США. Её площадь охватывает бо́льшую часть страны, хотя особенно высокая концентрации предприятий наблюдается в окрестностях «Большого Тель-Авива» от Герцлии до Ришон Ле-Циона, в том числе, в технопарках таких городов как Хайфа, Раанана, Петах-Тиква, Кейсария, в академическом городке в Реховоте и его окрестностях. Сравнительно недавно такие технопарки были созданы вокруг Иерусалима, в Йокнеам Илите и в других местах.

## История
Израильские фирмы высоких технологий начали формироваться в 1960-х гг. В 1961 году была основана ECI Telecom, а в 1962 году — Tadiran и Elron. Число успешных на международном рынке фирм росло медленно, и только одна или две новые успешные фирмы появлялись каждый год до начала 1990-х. Motorola в 1964 году стала первой американской компанией, открывшей подразделение НИОКР в Израиле. Первоначально центр разрабатывал беспроводные продукты, включая удаленные системы орошения, а затем стал разрабатывать микропроцессоры, такие как Motorola 68030.
После французского эмбарго 1967 года на поставки оружия, Израиль был вынужден начать развивать собственную военную промышленность, сосредоточившись на разработке технологического преимущества над своими соседями. Некоторые из этих военных фирм начали искать и развивать гражданское применение военной техники. В 1970-х гг. появилось много коммерческих инноваций, часть из них была основана на военных разработках, например, системы цифровой печати Scitex.

## Израильская кремниевая долина сегодня
Более 50 лет местный спрос подпитывал израильскую промышленную экспансию, так как население страны быстро росло, а уровень жизни повышался. В последнее время мировой спрос на израильские передовые технологии, программное обеспечение, электронику и другое современное оборудование стимулировало промышленный рост. Высокий статус Израиля в области новых технологий является результатом его акцента на высшее образование и научные исследования и разработки. Культурные факторы, способствующие расширению, включают в себя дерзость и открытость для иммиграции. Правительство также содействует промышленному росту, предоставляя кредиты по низким ставкам из бюджета развития. Основными ограничениями, с которыми сталкивается промышленность, являются нехватка отечественного сырья и источников энергии и ограниченные размеры местного рынка. Одним из определённых преимуществ является то, что многие выпускники израильских университетов, скорее всего, станут IT-предпринимателями или присоединятся к стартапам, примерно в два раза больше, чем выпускники американских университетов, которых также привлекают традиционные корпоративные руководящие должности, по словам Чарльза А. Холлоуэй, содиректора Центра предпринимательских исследований и профессор Стэнфордской высшей школы бизнеса Стэнфордского университета. ICQ, например, является одним из самых известных в мире израильских программных продуктов, разработанных четырьмя молодыми предпринимателями. IBM имеет свою команду IBM Content Discovery Engineering в Иерусалиме, которая является частью ряда исследовательских лабораторий IBM В Израиле.